# Skrócenie samogłosek w wygłosie
Skrócenie samogłosek w wygłosie jest to zjawisko fonetyczne występujące w łacinie. Ma ono dwojaką postać:
- skrócenie samogłosek w sylabach otwartych;
- skrócenie samogłosek w sylabach zamkniętych.

Pierwsze z tych zjawisk może mieć postać skrócenia jambicznego, skrócenia kretyckiego lub skrócenia '-o' wygłosowego, quod vide.
Skracanie samogłosek w wygłosowych sylabach zamkniętych jest zjawiskiem żywym w epoce archaicznej. Polega ono na tym, że samogłoski wszystkich sylab wygłosowych zamkniętych ulegają skróceniu z wyjątkiem sytuacji, kiedy spółgłoską zamykającą jest /S/ lub /M/.
Np. w wyrazie amo (kocham) ostatnia sylaba jest długa (powinno tu zadziałać skrócenie jambiczne, ale długość samogłoski jest przywracana przez gramatykę na zasadzie analogii z innymi czasownikami); w wyrazie amas (kochasz) drugie /A/ jest długie, ponieważ sylaba zamknięta jest przez /S/. Ale w wyrazie amat (kocha) obie sylaby są krótkie - zadziałało skracanie sylab wygłosowych zamkniętych.